# Hiratsuka
Hiratsuka (平塚市?, Hiratsuka-shi) è una città giapponese della prefettura di Kanagawa.

## Geografia fisica
Hiratsuka si trova nella regione ovest della pianura di Kantō, a metà strada tra Tokyo ed il Fuji. La città si estende per 5 km sull'Oceano Pacifico grazie alla baia di Sagami.

### Municipalità limitrofe
- Chigasaki
- Hadano
- Atsugi
- Isehara
- Samukawa
- Nakai
- Ōiso
- Ninomiya

## Attrazioni turistiche
- Tanabata, festa tradizionale
- Shonan Bellmare, società calcistica

## Città gemellate
- Takayama, Gifu, Giappone, dal 22 ottobre 1982
- Hanamaki, Iwate, Giappone, dal 27 aprile 1984
- Izu, Shizuoka, Giappone, dal 6 febbraio 2013
- Lawrence, Stati Uniti, dal 21 settembre 1990
- Alytus, Lituania, dal 2017